# GSC2747-889
GSC2747-889 — хімічно пекулярна зоря спектрального класу A0, що має видиму зоряну величину в смузі V приблизно 10,1.
Вона  розташована на відстані близько 410,3 світлових років від Сонця.